# Estación de Le Creusot TGV

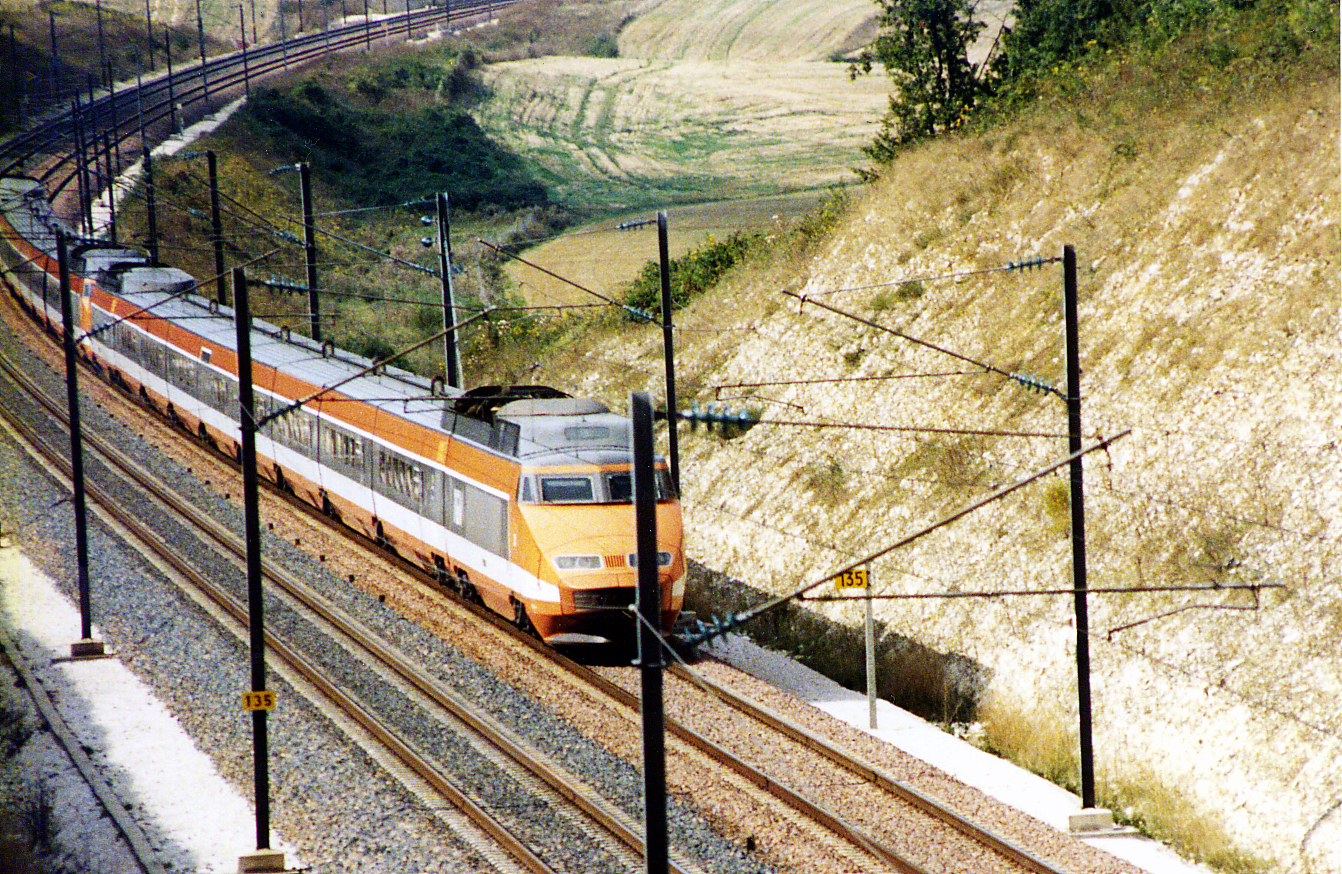
Un tren TGV circulando por la LGV Sud-Est en 1987 con el color naranja que originalmente usaban.

La Estación de Le Creusot TGV (Gare du Creusot TGV en francés) es una estación ferroviaria situada en la LGV Sud-Est francesa y que fue abierta al uso comercial en septiembre de 1981 conjuntamente con la LGV. 
Fue construida para dar servicio de trenes TGV a la ciudad de Le Creusot y sus alrededores en las líneas entre París y Lyon.
La estación cuyo nombre oficial es «Le Creusot - Montceau-les-Mines - Montchanin» se encuentra en el término municipal de Écuisses, en las afueras de Le Creusot y es accesible por carretera.

## Características
Se trata de una estación pasante con dos vías centrales para los trenes que no se detienen y dos vías laterales trenes que se detienen. 